# Bốn người con của Horus

Mô tả bốn người con của Horus (từ lớn đến bé): Imsety, Duamutef, Hapi, Qebehsenuef

Bốn người con của Horus là tên gọi chung 4 vị thần là con của Horus, được 4 vị nữ thần bảo vệ. Họ bảo vệ, che chở cho 4 nội tạng quan trọng của xác ướp Pharaoh. Mẹ của họ đôi khi là Hathor .Theo thứ tự từ lớn đến bé:
1. Imsety (đầu người, phụ trách gan), anh cả, được Isis bảo vệ.
2. Duamutef (đầu chó rừng, phụ trách bao tử), anh hai, được Neith bảo vệ.
3. Hapy (đầu khỉ đầu chó, phụ trách phổi), anh ba, được Nephthys bảo vệ.
4. Qebehsenuef (đầu chim cắt, phụ trách ruột), em út, được Serket bảo vệ.

Hapy ở phía bắc, Imsety ở phía nam, Duamutef ở phía đông và Qebehsenuef ở phía tây. Ngoài ra, họ còn một người anh em trai là Ihy, con của Horus và Hathor.